# Bill Lindsay
Bill Hamilton Lindsay (né le 17 mai 1971 à Bigfork (en), dans l'État du Montana aux États-Unis) est un joueur professionnel américain de hockey sur glace.

## Carrière de joueur
Il a été repêché par les Nordiques de Québec lors du repêchage de 1991. Il rejoint ces derniers en cours de saisons 1991-1992. Après une autre saison avec les Nordiques, il est laissé sans protection en vue du Repêchage d'expansion de la LNH de 1993 qui était prévu pour les deux nouvelles concessions à se joindre à la ligue, soient les Mighty Ducks d'Anaheim et les Panthers de la Floride. Il fut donc sélectionné par le club de la Floride.
Il joua plusieurs saisons avec les Panthers, les aidant même à se rendre en finale de la Coupe Stanley à leur troisième année d'existence seulement. Après son passage en Floride, il joua pour plusieurs clubs de la LNH jusqu'en 2004 alors qu'il se blessa sérieusement. Il manqua alors la majorité de la saison à la suite de cette blessure.
Par la suite, il joua une autre saison complète en Amérique du Nord dans la East Coast Hockey League avant d'accepter de se joindre aux Kölner Haie en Allemagne après seulement quatre parties avec le Crunch de Syracuse de la Ligue américaine de hockey. Il y termina sa carrière en 2007.

## Statistiques de carrière

### En club
| Saison     | Équipe                 | Ligue      |     | Saison régulière | Saison régulière | Saison régulière | Saison régulière | Saison régulière |    | Séries éliminatoires | Séries éliminatoires | Séries éliminatoires | Séries éliminatoires | Séries éliminatoires |
| Saison     | Équipe                 | Ligue      | PJ  | B                | A                | Pts              | Pun              | PJ               | B  | A                    | Pts                  | Pun                  |                      |                      |
| 1988-1989  | Lakers de Vernon       | LHCB       | 56  | 24               | 29               | 53               | 166              | -                | -  | -                    | -                    | -                    |                      |                      |
| 1989-1990  | Americans de Tri-City  | LHOu       | 72  | 40               | 45               | 85               | 84               | 7                | 3  | 0                    | 3                    | 17                   |                      |                      |
| 1990-1991  | Americans de Tri-City  | LHOu       | 63  | 46               | 47               | 93               | 151              | 5                | 3  | 6                    | 9                    | 10                   |                      |                      |
| 1991-1992  | Americans de Tri-City  | LHOu       | 42  | 34               | 59               | 93               | 111              | 3                | 2  | 3                    | 5                    | 16                   |                      |                      |
| 1991-1992  | Nordiques de Québec    | LNH        | 23  | 2                | 4                | 6                | 14               | -                | -  | -                    | -                    | -                    |                      |                      |
| 1992-1993  | Citadels d'Halifax     | LAH        | 20  | 11               | 13               | 24               | 18               | -                | -  | -                    | -                    | -                    |                      |                      |
| 1992-1993  | Nordiques de Québec    | LNH        | 44  | 4                | 9                | 13               | 16               | -                | -  | -                    | -                    | -                    |                      |                      |
| 1993-1994  | Panthers de la Floride | LNH        | 84  | 6                | 6                | 12               | 97               | -                | -  | -                    | -                    | -                    |                      |                      |
| 1994-1995  | Panthers de la Floride | LNH        | 48  | 10               | 9                | 19               | 46               | -                | -  | -                    | -                    | -                    |                      |                      |
| 1995-1996  | Panthers de la Floride | LNH        | 73  | 12               | 22               | 34               | 57               | 22               | 5  | 5                    | 10                   | 18                   |                      |                      |
| 1996-1997  | Panthers de la Floride | LNH        | 81  | 11               | 23               | 34               | 120              | 3                | 0  | 1                    | 1                    | 8                    |                      |                      |
| 1997-1998  | Panthers de la Floride | LNH        | 82  | 12               | 16               | 28               | 80               | -                | -  | -                    | -                    | -                    |                      |                      |
| 1998-1999  | Panthers de la Floride | LNH        | 75  | 12               | 15               | 27               | 92               | -                | -  | -                    | -                    | -                    |                      |                      |
| 1999-2000  | Flames de Calgary      | LNH        | 80  | 8                | 12               | 20               | 86               | -                | -  | -                    | -                    | -                    |                      |                      |
| 2000-2001  | Flames de Calgary      | LNH        | 52  | 1                | 9                | 10               | 97               | -                | -  | -                    | -                    | -                    |                      |                      |
| 2000-2001  | Sharks de San José     | LNH        | 16  | 0                | 4                | 4                | 29               | 6                | 0  | 0                    | 0                    | 16                   |                      |                      |
| 2001-2002  | Panthers de la Floride | LNH        | 63  | 4                | 7                | 11               | 117              | -                | -  | -                    | -                    | -                    |                      |                      |
| 2001-2002  | Canadiens de Montréal  | LNH        | 13  | 1                | 3                | 4                | 23               | 11               | 2  | 2                    | 4                    | 2                    |                      |                      |
| 2002-2003  | Bulldogs de Hamilton   | LAH        | 28  | 6                | 12               | 18               | 89               | 23               | 10 | 3                    | 13                   | 31                   |                      |                      |
| 2002-2003  | Canadiens de Montréal  | LNH        | 19  | 0                | 2                | 2                | 23               | -                | -  | -                    | -                    | -                    |                      |                      |
| 2003-2004  | Wolves de Chicago      | LAH        | 13  | 3                | 5                | 8                | 8                | -                | -  | -                    | -                    | -                    |                      |                      |
| 2003-2004  | Thrashers d'Atlanta    | LNH        | 24  | 0                | 0                | 0                | 25               | -                | -  | -                    | -                    | -                    |                      |                      |
| 2004-2005  | Ice Dogs de Long Beach | ECHL       | 32  | 9                | 14               | 23               | 78               | 7                | 2  | 2                    | 4                    | 12                   |                      |                      |
| 2005-2006  | Crunch de Syracuse     | LAH        | 4   | 0                | 2                | 2                | 0                | -                | -  | -                    | -                    | -                    |                      |                      |
| 2005-2006  | Kölner Haie            | DEL        | 32  | 9                | 12               | 21               | 78               | 9                | 4  | 4                    | 8                    | 44                   |                      |                      |
| 2006-2007  | Kölner Haie            | DEL        | 45  | 7                | 16               | 23               | 79               | 9                | 1  | 2                    | 3                    | 26                   |                      |                      |
| Totaux LNH | Totaux LNH             | Totaux LNH | 777 | 83               | 141              | 224              | 922              | 42               | 7  | 8                    | 15                   | 44                   |                      |                      |

### En équipe nationale
| Année | Équipe             | Compétition                 |   | PJ | B | A | Pts | Pun         |  | Résultat |
| 1991  | États-Unis -20 ans | Championnat du monde junior | 7 | 3  | 5 | 8 | 8   | 4e position |  |          |
| 1994  | États-Unis         | Championnat du monde        | 5 | 3  | 1 | 4 | 2   | 4e position |  |          |

## Trophées et honneurs personnels
- 1992 : nommé dans la 2e équipe d'étoiles de l'association de l'Ouest de la Ligue de hockey de l'Ouest.

## Transactions en carrière
- 24 juin 1993 : sélectionné par les Panthers de la Floride des Nordiques de Québec lors du Repêchage d'expansion de la LNH de 1993.
- 30 septembre 1999 : échangé aux Flames de Calgary par les Panthers de la Floride en retour de Todd Simpson.
- 6 mars 2001 : échangé aux Sharks de San José par les Flames de Calgary en retour du choix du 8e tour du Wild du Minnesota (acquis précédemment, Calgary sélectionne Joe Campbell) lors du repêchage d'entrée dans la LNH en 2001.
- 23 août 2001 : signe un contrat comme agent libre avec les Panthers de la Floride.
- 19 mars 2002 : réclamé au ballotage par les Canadiens de Montréal des Panthers de la Floride.
- 25 août 2003 : signe un contrat comme agent libre avec les Thrashers d'Atlanta.
- 9 mars 2004 : réclamé au ballotage par les Capitals de Washington des Thrashers d'Atlanta.